# Branimir Hrgota
Branimir Hrgota (Zenica, 12 januari 1993) is een Zweeds voetballer van Bosnisch-Kroatische afkomst die bij voorkeur als aanvaller speelt. Hij tekende in juni 2016 een contract tot medio 2019 bij Eintracht Frankfurt, dat hem transfervrij overnam van Borussia Mönchengladbach.

## Clubcarrière
Hrgota stroomde in 2011 door vanuit de jeugd van Jönköpings Södra IF, waarvoor hij op zestienjarige leeftijd zijn profdebuut maakte. In 39 wedstrijden scoorde hij 28 doelpunten voor de club in de Superettan, het op een na hoogste niveau in Zweden. In zijn eerste seizoen werd hij meteen topscorer met achttien doelpunten in 25 wedstrijden. In zijn tweede seizoen scoorde hij tien doelpunten in veertien wedstrijden.
Hrgota verhuisde op 4 juli 2012 naar Borussia Mönchengladbach. Daarvoor debuteerde hij op 25 augustus 2012 in de Bundesliga, als invaller voor Mike Hanke tegen 1899 Hoffenheim. Op 11 mei 2013 kreeg hij er voor het eerst een eerste basisplaats, tegen FSV Mainz 05. Hrgota maakte die wedstrijd een hattrick. Zijn eerste doelpunt viel vijf minuten voor rust na een penalty. Na rust haalde hij nog tweemaal uit met zijn linker. Vijf minuten voor affluiten werd hij gewisseld voor Lukas Rupp en kreeg hij een publiekswissel van coach Lucien Favre. Hrgota speelde vier seizoenen voor Borussia Mönchengladbach. Voor de Duitse club maakte hij in het seizoen 2012/13 zowel zijn Europa League- als zijn Champions League-debuut. Nadat hij in 2013/14 in dertig competitiewedstrijden speeltijd kreeg, halveerde dit daarna elk jaar.
Hrgota tekende in juni 2016 een contract tot medio 2019 bij Eintracht Frankfurt, dat zich in het voorgaande seizoen middels play-offwedstrijden behield in de Bundesliga. De club lijfde hem transfervrij in nadat zijn verbintenis bij Borussia Mönchengladbach afliep.

## Clubstatistieken
| Seizoen | Club                     | Competitie    | Duels | Doelp. |
| ------- | ------------------------ | ------------- | ----- | ------ |
| 2011    | Jönköpings Södra IF      | Superettan    | 25    | 18     |
| 2012    | Jönköpings Södra IF      | Superettan    | 14    | 10     |
| 2012/13 | Borussia Mönchengladbach | Bundesliga    | 13    | 3      |
| 2013/14 | Borussia Mönchengladbach | Bundesliga    | 30    | 2      |
| 2014/15 | Borussia Mönchengladbach | Bundesliga    | 17    | 2      |
| 2015/16 | Borussia Mönchengladbach | Bundesliga    | 9     | 0      |
| 2016/17 | Eintracht Frankfurt      | Bundesliga    | 28    | 5      |
| 2017/18 | Eintracht Frankfurt      | Bundesliga    | 6     | 0      |
| 2018/19 | Eintracht Frankfurt      | Bundesliga    | 1     | 0      |
| 2018/19 | SpVgg Greuther Fürth     | 2. Bundesliga | 10    | 3      |
| Totaal  | Totaal                   | Totaal        | 153   | 43     |

## Interlandcarrière
Hrgota werd geboren in het Bosnische Zenica als zoon van Bosnische-Kroaten. Zijn familie vluchtte later naar Zweden. Hij vertegenwoordigde meermaals de Zweedse nationale jeugdelftallen. Op basis van zijn afkomst kwam Hrgota in aanmerking voor het voetbalelftal van Bosnië en Herzegovina, het Kroatisch voetbalelftal en het Zweeds voetbalelftal. Toenmalig hoofdtrainer van Jong Kroatië, Ivo Šušak, probeerde Hrgota nog over te halen om voor de Kroatische (jeugd)selecties te spelen. Toch koos Hrgota voor Zweden. De in Bosnië en Herzegovina geboren voetballer debuteerde voor Zweden op 4 september 2014 tegen Estland.

## Erelijst
| Competitie            |                     |                     |                     |                     |
| Competitie            | Aantal              | Jaren               |                     |                     |
| Eintracht Frankfurt   | Eintracht Frankfurt | Eintracht Frankfurt | Eintracht Frankfurt | Eintracht Frankfurt |
| --------------------- | ------------------- | ------------------- | ------------------- | ------------------- |
| DFB-Pokal             | 1x                  | 2017/18             |                     |                     |
| Zweden –21            |                     |                     |                     |                     |
| Europees kampioen –21 | 1x                  | 2015                |                     |                     |

Individueel
- Topscorer Superettan: 2011 (achttien goals, in dienst van Jönköpings Södra IF)

1 Körber ·
2 Asta ·
5 Münz ·
6 Bansé ·
7 Srbeny ·
9 Futkeu ·
10 Hrgota  ·
11 Massimo ·
14 Consbruch ·
15 Quarshie ·
17 Gießelmann ·
18 Meyerhöfer ·
21 Çalhanoğlu ·
22 Motika ·
23 Jung ·
24 John ·
25 Loosli ·
27 Itter ·
28 Mause ·
30 Klaus ·
31 Grill ·
33 Dietz ·
34 Pfaffenrot ·
36 Müller ·
37 Green ·
42 Schulze ·
44 Noll ·
Coach: Siewert